# Ibtihal Al-Khatib
Ibtihal Al-Khatib est une chercheuse et journaliste koweïtienne connue pour ses positions militantes libérales et féministes.

## Biographie
Itbihal Al-Khabit étudie la littérature et les sciences humaines, obtenant son master à l'université d'Indiana en Pennsylvanie puis un doctorat en langue et littérature anglaise à l'université Yale. Son père, Abdul Aziz al-Khabit, est avocat, et elle est mariée à Mohammed al-Muzaffar.
Elle est universitaire, professeure d'anglais et d'histoire des civilisations et de l'art à l'université du Koweït à partir de 2003,.
Ibtihal Al-Khabit affirme le 20 novembre 2015 sur Sky News Arabia que l'État islamique est né du patrimoine des pays arabes. Elle enjoint ces derniers à réformer leur discours religieux et à « rejoindre la vie moderne » pour combattre le terrorisme islamiste,, notamment par la séparation de l'Église et de l'État. Elle propose notamment de remplacer les cours de religion islamique par des cours d'histoire des religions à l'école et demande l'autorisation des représentations artistiques de Muhammad. Elle affirme de plus n'avoir aucun problème avec la religion, mais seulement avec la loi religieuse imposée à tout le monde, citant Ibn Warraq et demandant que les athées puissent exprimer leurs opinions sans répercussions.
Ibtihal Al-Khabit déclare son soutien pour le peuple bidoune et pour les droits des travailleurs étrangers au Koweït.
Elle milite également pour que les femmes puissent intégrer l'armée koweïtienne au même titre que les hommes, et qu'elles puissent pratiquer des activités sportives librement. Elle est également militante pour les droits LGBT dans le monde arabe,, y compris pour le droit au mariage homosexuel.
Elle défend Salman Rushdie après la tentative d'assassinat qui le vise en 2022. À la même époque, pendant les démissions successives du gouvernement du Koweït, elle est éditorialiste pour Al-Hurra.